# Deon Saffery
Deon Saffery, née le 28 janvier 1988 à Barry (pays de Galles), est une joueuse professionnelle de squash représentant le pays de Galles. Elle atteint le 42e rang mondial en mars 2015, son meilleur classement. Elle est championne du Pays de Galles à quatre reprises.

## Palmarès

### Titres
- Championnats du pays de Galles : 4 titres (2008, 2010, 2012, 2014)